# 北庄司酒造店
有限会社北庄司酒造店（きたしょうじしゅぞうてん）は、大阪府泉佐野市日根野に本社を置く酒造メーカー。「荘の郷」「都娘」などのブランドがある。

## 沿革
- 1921年（大正10年） - 創業。
- 1992年（平成4年） - 三代目継承。

## 主な商品

### 希少限定酒
- 荘の郷 大吟醸 雫酒 (山田錦100％)

### 通年商品
- 荘の郷 純米大吟醸 (山田錦100％)
- 荘の郷 純米山田錦 (山田錦100％)
- 荘の郷 純米酒 (五百万石100％)

### 季節商品
- 荘の郷 生貯蔵酒 夏衣：夏向け
- 荘の郷 しぼりたて原酒：秋向け
- 荘の郷 無濾過生原酒 純米吟醸：冬向け

## 外部サイト
- 公式サイト（北庄司酒造店）
- 北庄司酒造店オンラインショップ